# چودری انوارالحق
چودری انوار الحق (اردو: چودهری انوار الحق) سیاستمدار پاکستانی اهل کشمیر آزاد است. او پانزدهمین نخست‌وزیر کشمیر آزاد از آوریل ۲۰۲۳ است و جانشین سردار تنویر الیاس می‌شود.
او تا ۷ سپتامبر ۲۰۲۳ عضو حزب تحریک انصاف پاکستان (PTI) بود که به همراه گروهی از جداشدگان سیاسی از حزب اخراج شد.

## زندگی‌نامه

### اوایل زندگی
انور در بهمبر، کشمیر آزاد، در خانواده‌ای فعال سیاسی از جامعه جات به دنیا آمد، زیرا پدرش چودری سوهبات علی بخشی از شورش پونچ در سال ۱۹۴۷ بود که کشمیر آزاد کنونی را از دست دوگرا آزاد کرد، در حالی که برادرش سرلشکر چودری اکرام الحق (۱۸–۲۰ وزیر دفاع سابق) بود.

### حرفه سیاسی
انور در انتخابات عمومی کشمیر آزاد سال ۲۰۰۶ از LA-7 Bhimber-III به عنوان نامزد حزب مسلم لیگ خلق به عضویت مجلس قانونگذاری آزاد جامو و کشمیر انتخاب شد. او چودری طارق فاروق را شکست داد.
در ۱۶ اوت ۲۰۱۰ به عنوان رئیس مجلس قانونگذاری آزاد جامو و کشمیر انتخاب شد. او جانشین شاه غلام قادر در کنفرانس مسلمانان جامو و کشمیر (AJKMC) شد.
او در انتخابات عمومی کشمیری آزاد ۲۰۱۱ از LA-7 Bhimber-III به عنوان نامزد حزب مردم پاکستان (PPP) رقابت کرد، اما ناموفق بود. او ۲۶۵۰۹ رای کسب کرد و از چودری طارق فاروق، نامزد حزب مسلم لیگ پاکستان (PML(N)) شکست خورد.
او در انتخابات عمومی کشمیری آزاد ۲۰۱۶ از LA-7 Bhimber-III به عنوان یک نامزد مستقل شرکت کرد، اما توسط چودری طارق فاروق، نامزد PML (N) شکست خورد. انور ۲۷۶۷۶ رای و فاروق ۳۰۳۳۹ رای کسب کرد.
وی در انتخابات عمومی سال ۲۰۲۱ از LA-7 Bhimber-III به عنوان نامزد حزب تحریک انصاف پاکستان (PTI) مجدداً به عضویت مجلس قانونگذاری آزاد جامو و کشمیر انتخاب شد. او ۳۸۳۰۸ رای به دست آورد و چودری طارق فاروق، نامزد حزب (PML(N)) را شکست داد.
در ۳ اوت ۲۰۲۱، او با ۳۲ رای، با شکست راجا فیصل ممتاز راتور از PPP، به عنوان رئیس مجلس قانونگذاری آزاد جامو و کشمیر انتخاب شد. او جایگزین شاه غلام قادر، رئیس مجلس شورای اسلامی شد.
وی در ۲۰ آوریل ۲۰۲۳ بدون مخالفت با ۴۸ رای در مجلس قانونگذاری ۵۲ نفره AJK به عنوان پانزدهمین نخست‌وزیر کشمیر آزاد انتخاب شد. او جانشین نخست‌وزیر قبلی سردار تنویر الیاس شد که هشت روز قبل رد صلاحیت شده بود.
در ۷ سپتامبر ۲۰۲۳، داون گزارش داد که بخش کشمیر حزب تحریک انصاف انور را در سرکوب مخالفانی که در مقابل نامزد مورد نظر عمران خان، سردار عبدالقیوم نیازی قرار گرفته بودند، اخراج کرد.